# Dokkum
Dokkum (Dockum) város Hollandiában, Frízföld tartományban. Dongeradeel járás (gemeente)  székhelye, a tizenegy fríz város legészakibb tagja. A középkorban a fríz haditengerészet központja.
Legismertebb történelmi alakja Bonifatius püspök, akit a város mellett a helyi pogány frízek fejszével öltek meg, mivel kivágta szent fájukat, próbálva a keresztény hitre téríteni őket.
Ez egyben az első fríz-magyar együttműködés kezdete is, hiszen a kalandozó magyarok befejezve pogány fríz "kollegáik" művét felégették Németföldön a Bonifatius által alapított kolostorokat.
8 km-re  a Watt-tengertől egy festői kisváros mintegy 20 ezer lakossal. Legnagyobb munkaadója a már több mint 50 éve közadakozásból alapított kórház, melyet De Sionsberg-nek („Sion-hegyi”) hívnak. A kórház 125 ágyával Hollandia legkisebb kórháza, de a jól szervezett 3 szintű integrált egészségügyi ellátás elve szerint szinte mindent nyújt, amit a többi hollandiai társa. 2007-ben az Elsevier felmérése szerint az év legjobb kórháza lett. 1995 óta ápol munkakapcsolatokat a budapesti Bethesda gyermekkórházzal és 2007 óta a romániai Németvásárhelyi (Tirgu Neamt) városi kórházzal. 2014-ben a Kórház csődbe ment, ezzel megszűnt több aktív  fekvőbeteg  ellátó osztálya.
Belvárosát a történelmi városháza harangjátékos épülete mellett számos XVII. századi ház díszíti. Két egymás melletti bástyáján egy-egy XIX. századi szélmalom látható. A nyári időszakban a város korabeli erődítményét körülvevő vizesárok megtelik a turisták vitorlásaival, motoros jachtjaival.
A városban kemping, több kisebb hotel és szállás található.
A környék egyik éttermét Ostmahornban (kb. 8 km-re keletre), a Lauwersmeer tó partján találjuk. "Pavilonnak" hívják, s ablakaiból, teraszáról festői kilátás nyílik a tóra és a lapos fríz tájra.

## Háztartások száma
Dokkum háztartásainak száma az elmúlt években az alábbi módon változott: